# Sami Allagui
Sami Allagui (Düsseldorf, 28 maggio 1986) è un ex calciatore tunisino, di ruolo attaccante.

## Palmarès

### Club

#### Competizioni nazionali
- Campionato belga: 1

Anderlecht: 2005-2006
- Campionato tedesco di seconda divisione: 1

Hertha Berlino: 2012-2013